# 湯俣温泉
湯俣温泉（ゆまたおんせん）は、長野県大町市平湯俣の高瀬渓谷にある温泉。高瀬川の右岸側に山小屋の湯俣山荘（ゆまたさんそう）、左岸側に同じく晴嵐荘（せいらんそう）がある。

## 解説
湯俣は、高瀬ダムの上流、ダム湖の先の高瀬川沿いで、槍ヶ岳北鎌尾根を水源とする水俣川と、硫黄岳や鷲羽岳方面を水源とする湯俣川の合流点である。北鎌尾根や湯俣川方面の登山基地としての役割とともに、高瀬ダムの水源管理の一翼をも担っている。
湯俣は、その名の通り、温泉が湧き出る場所であり、河原を掘れば露天風呂を作ることができる。噴湯丘の場所には手作りの露天風呂があり、野湯を楽しめる。また、晴嵐荘には内湯もある。
晴嵐荘から湯俣川の上流方面にへ徒歩16分で、1922年10月12日に国の地質・鉱物天然記念物に指定された「高瀬渓谷の噴湯丘と球状石灰石」を見ることができる。

## 登山道

### 竹村新道
竹村新道は湯俣から野口五郎岳方面に延びる登山道で、槍ヶ岳北面の登山の要衝となっている。湯俣からの登山道の中で唯一、一般登山道として整備されているルートであるが、急登であり、上部には崩落したガレ場もある。

### 北鎌尾根ルート
このルートは正規の登山道ではない。湯俣から水俣川沿いに進むと、千丈沢と天丈沢の合流点である千天出合（せんてんのであい）に至り、ここで北鎌尾根に取り付く。かつては整備されていた上流の吊橋は落ち、一般登山道であった面影は残っていない。湯俣から千天出合までの行程のほうが北鎌尾根よりも難しいと形容される。

### 伊藤新道
伊藤新道は、湯俣から湯俣川を伝い、三俣蓮華岳と鷲羽岳の鞍部にある三俣山荘に至る登山道である。山小屋経営者の伊藤正一により1956年に開設され、三俣山荘や雲ノ平山荘への補給路の役割を果たしていたが、湯俣川に架かる5つの吊り橋が崩壊し、1983年以降は三俣山荘から湯俣川への降り口付近までの区間を除き通常の登山道としては利用できず、沢登りの装備と経験が必要な状態になっていた。
2021年に新たに第1吊り橋が架けられ、さらに2023年8月には第1吊り橋から上の不通部分も整備されて、40年ぶりに利用できるようになった。ただし、湯俣川沿いの区間は桟道などが設置されていて沢登りは求められないものの、以前は5つあった吊り橋のうち2か所は徒渉に変更されており、登山者自身によるルートファインディングが必要とされるなど上級者向けのルートとなっている。

## アクセス
大町市街地方面から長野県道326号で七倉ダム先の七倉山荘へ向かう。七倉山荘から先は東京電力の管理道路で一般車通行止めとなっているため、ここから特定タクシー、もしくは徒歩1時間30分で高瀬ダムに至る。
高瀬ダムから名無避難小屋まで徒歩1時間30分、名無避難小屋から湯俣温泉晴嵐荘まで徒歩1時間。高瀬ダムからの距離は10 km、標高差は150 m（勾配1.5%）。

## ギャラリー

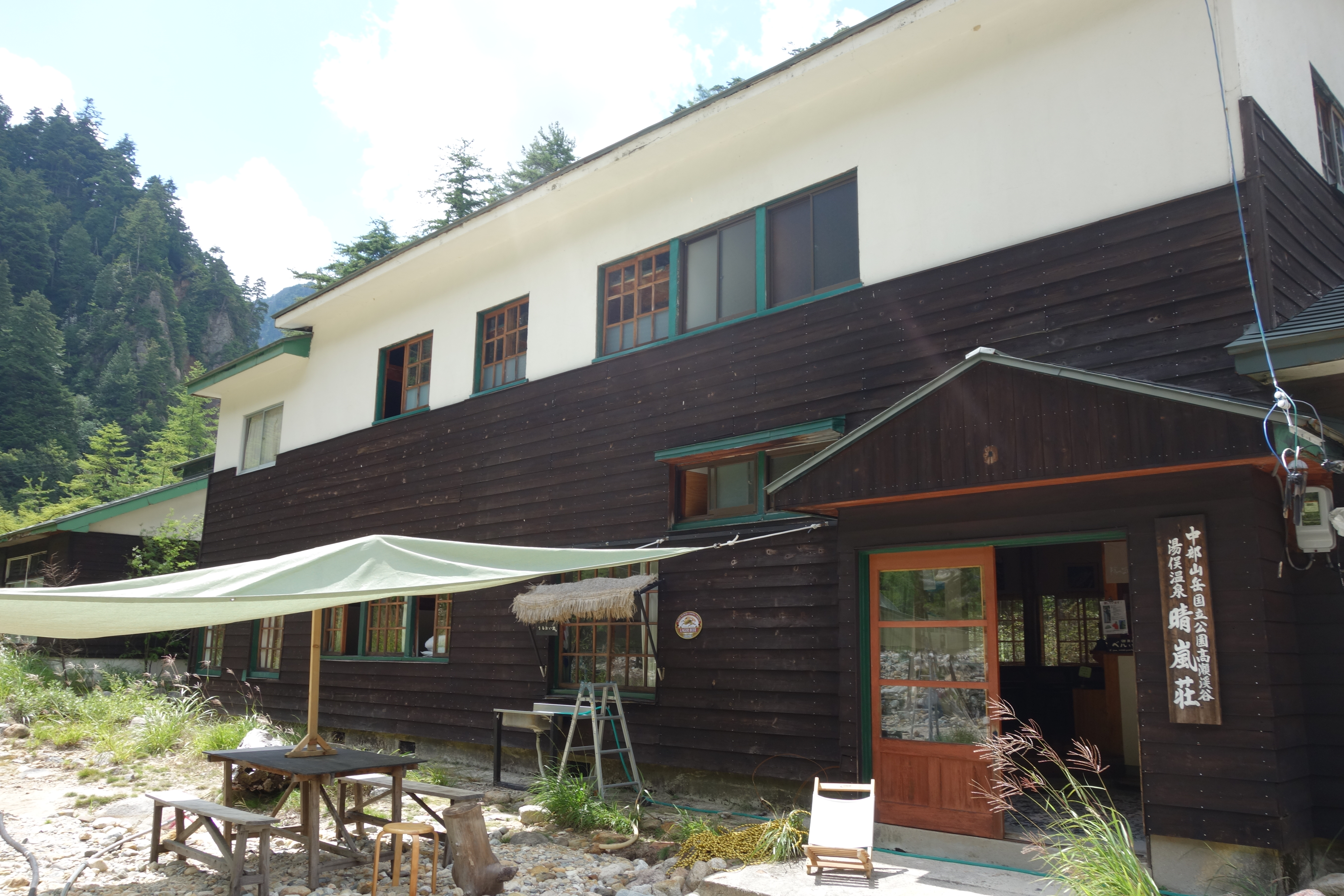
晴嵐荘
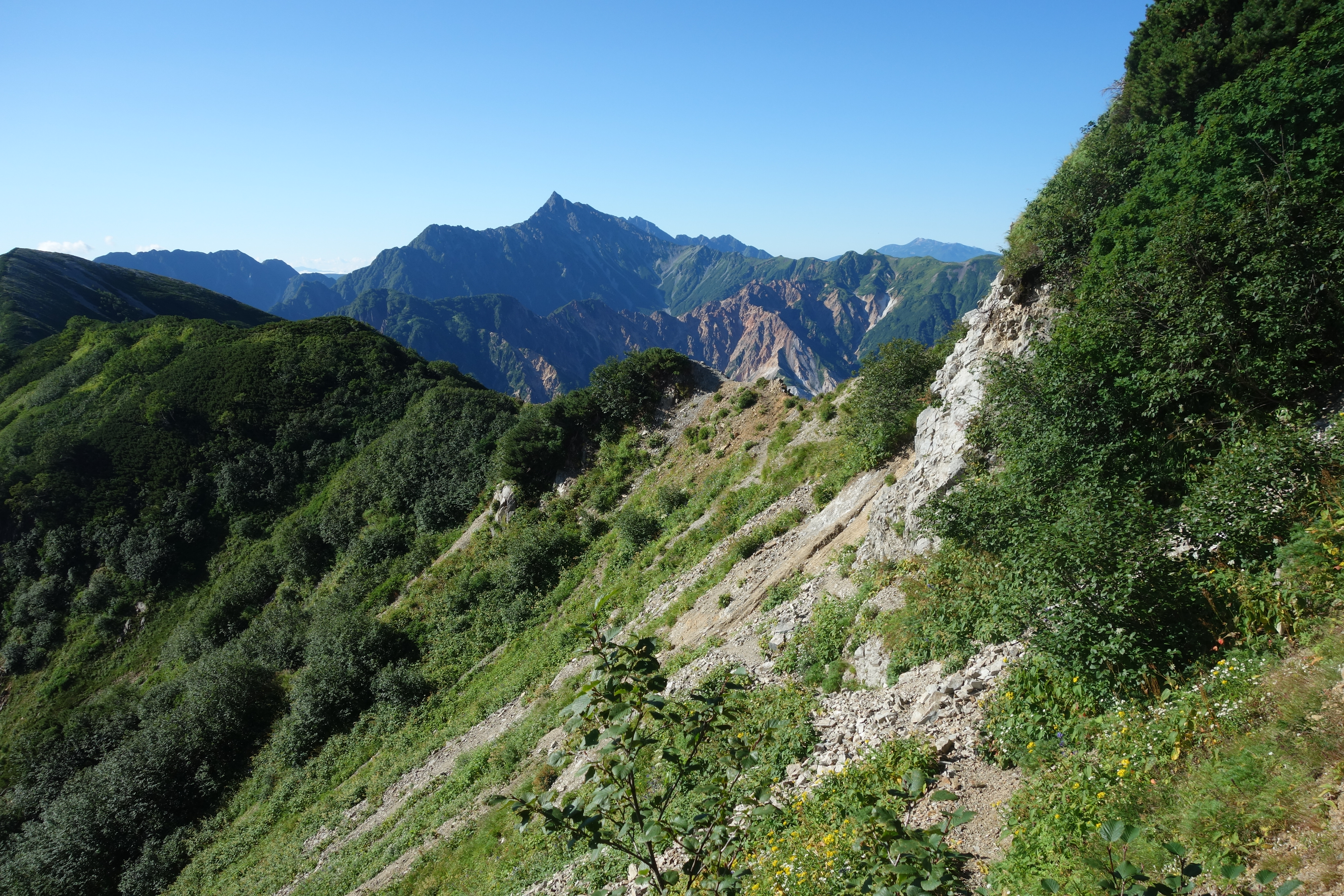
竹村新道の崩落したガレ場
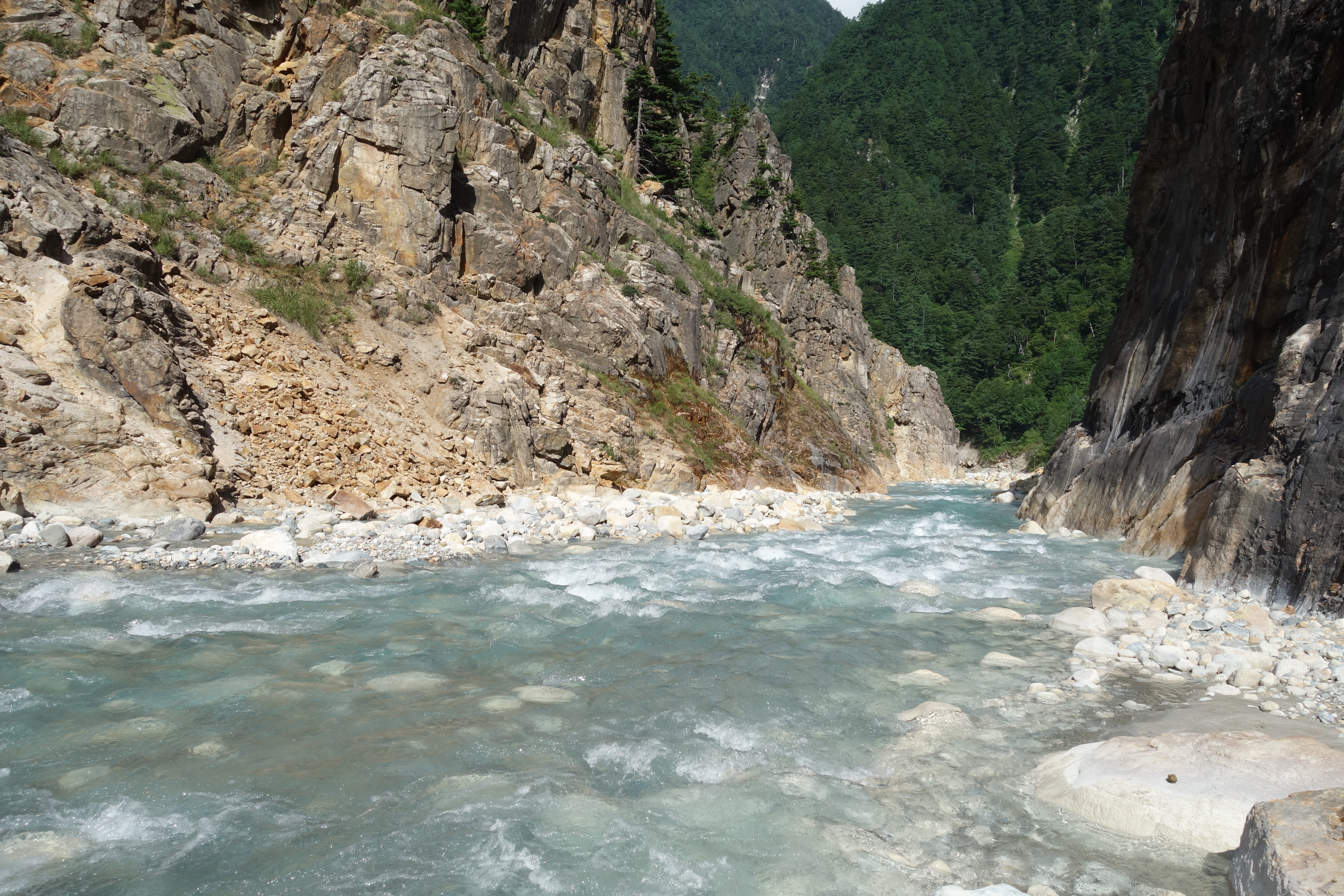
湯俣川と伊藤新道